# 集中と統一
集中と統一（カタルーニャ語: Convergència i Unió [kumbəɾˈʒεnsiə i uniˈo] クンバルジェンシア・イ・ウニオ、CiU）は、1978年に設立され2015年に解体したカタルーニャ民族主義を掲げるスペインカタルーニャ州の政党連合。リベラリズムと中道主義理念を主唱するカタルーニャ民主集中とキリスト教民主主義理念を基盤とするカタルーニャ民主連合によって構成された。

## 歴史

### 1980年 - 2003年：ジョルディ・プジョル時代
集中と統一は1980年から2003年にかけてジョルディ・プジョル州首相の下、カタルーニャ州政府を動かしてきた；そのうち1984年、1988年、1992年からの3期は州議会において絶対多数で、1980年、1985年、1999年、2003年からの4期は議会第一党であった。しかし、1999年と2003年は議席数ではCiUが第一党であったものの得票数ではカタルーニャ社会主義者党（PSC）が最多票数を獲得した。
この間CiUは、民主化移行期（プジョルは自治州よりなるスペイン国家建設のキーパーソンの一人であった）のアドルフォ・スアレス政権から、1993年のスペイン社会労働党（PSOE）のフェリーペ・ゴンサーレス政権、1996年の総選挙での国民党（PP）の勝利の後のホセ・マリア・アスナール少数単独政権（es:Pacto del Majestic参照、この時の協定ではカタルーニャ議会においてのカタルーニャ国民党の支持と引き換えであった）まで、マドリードのスペイン中央政府に協力的な態度を示していた。この時期の党の戦略に対応したプジョルの自治についての見解は次のようなものであった：

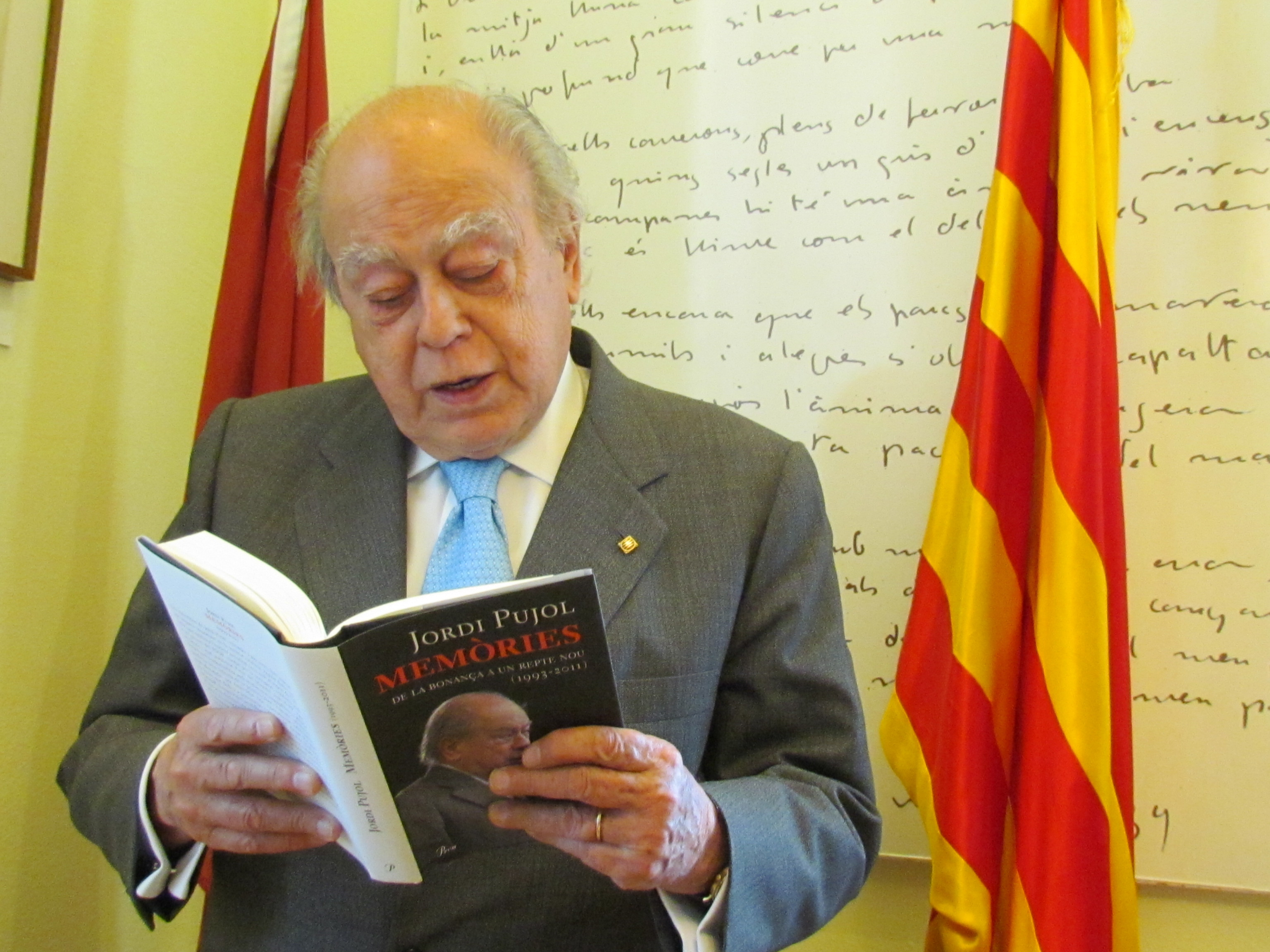
23年間ジャナラリタ・ダ・カタルーニャの首相の座にあったジョルディ・プジョル。

2001年プジョルの後継者に選出された、つまり自治州政府首班の職責を負ったアルトゥール・マスは徐々に政党連合内でその指導力を増していった。この指名は例えばUDCの党首であるドゥラン・イ・リェイダなど他の人々もその地位を望むようになるなど、CiU内の危機を広げていった。

### 2003年 - 2010年：野党時代
23年間政権与党としてカタルーニャの政治をけん引してきたCDCにとって2003年の選挙はカタルーニャ社会主義者党（PSC）、カタルーニャ共和主義左翼（ERC）、カタルーニャ緑のためのイニシアティブ＝アスケーラ・ウニーダ・イ・アルタルナティーバ（ICV-EUiA）の3党による連合体によるカタルーニャ3党連立政権（Tripartito catalán）を誕生させるという最悪の結果となった。そして2006年の選挙においてもこのことは繰り返された。
第一次3党連立政権期に「3%問題」が表面化し、当時のパスクアル・マラガイ首相は州議会での討議で次のように主張した：
このことは一大騒動を巻き起こしたが、最終的にマラガイは新自治憲章案に対するCiUの支持を失わないためにその問題についての非難の矛先を納めることを余儀なくされ、同憲章は最終的に2006年に可決された。

### 2010年 - 2015年：政権復帰と独立への転回
2010年11月28日州議会選挙でCiUは大躍進し、議席の46%（62議席）を獲得、自治州政権に返り咲いた。

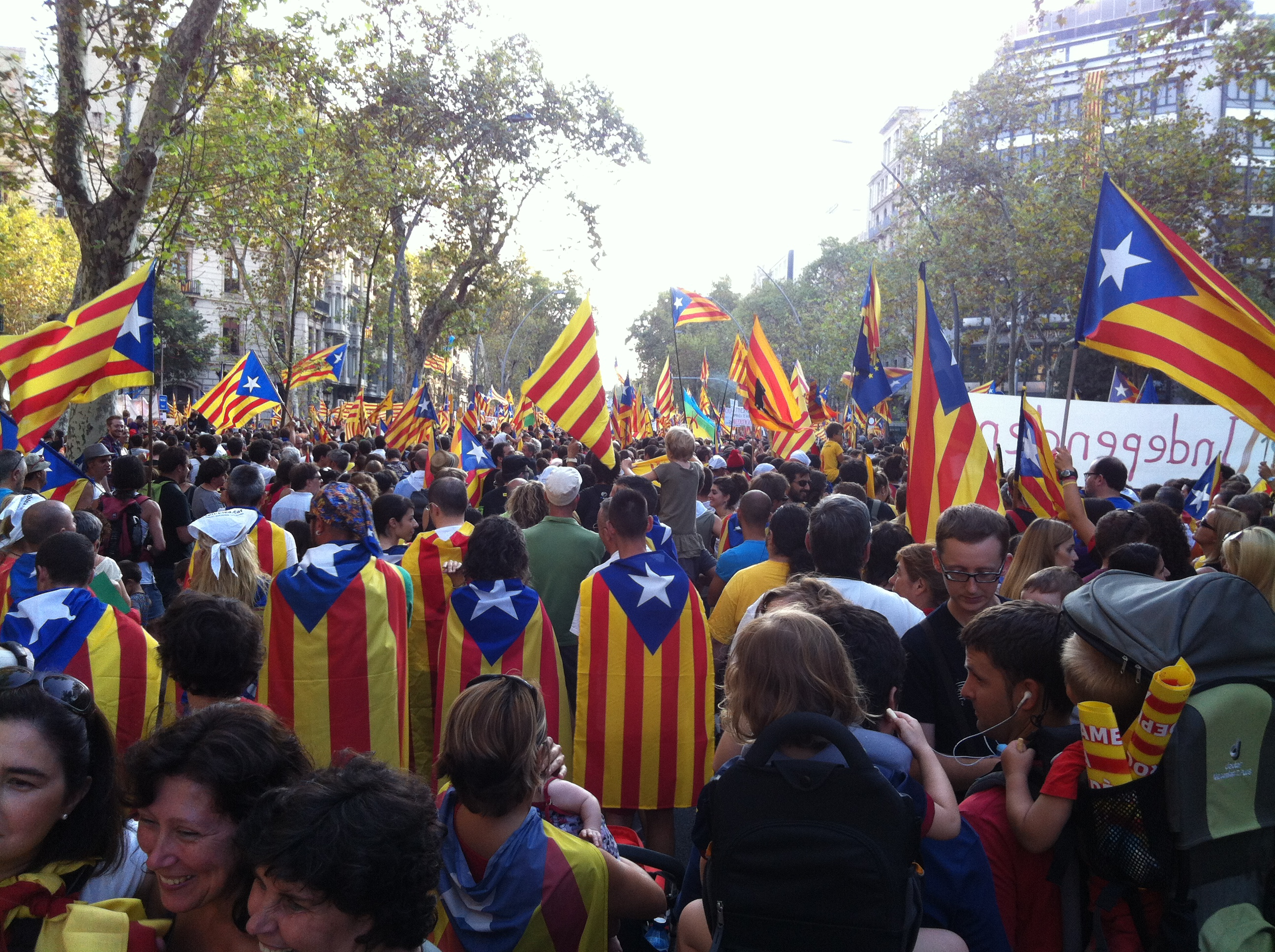
2012年9月11日バルセロナでのディアーダのデモ行進。

経済そしてマドリード中央政府との関係の悪化の中、マスとCDCの他の指導者はカタルーニャの自決権へ向けてCDCの独立主義へと大きく舵を取った。いくつかの資料によるとこの政策の転回には汚職や不正資金問題などの多くのスキャンダルから目をそらせる意図があり、CiUはそこに関与しているとされた。
多くの市民が参加した歴史的な2012年9月11日の独立デモ後の9月25日、アルトゥール・マスは、カタルーニャのための税制協定の取りまとめの失敗の後（スペイン首相マリアーノ・ラホイとの会談において協定締結に至らなかった）、独立への環境整備としての選挙の実施のため、まだ任期を2年残している州議会を解散、前倒しして選挙を11月25日に行うことを発表した。選挙結果は前回選挙を12議席下回る50議席の獲得で、カタルーニャ独立の唯一の先導者となるというCiUの作戦は失敗に終わった。アルトゥール・マスは9月27日の選挙前の混乱・騒動を先導した罪に問われ、逮捕されるのではといううわさが駆け巡った。そしてジョルディ・プジョルの資産形成に関わる事件への関与が取り沙汰された。

### 2015年：政党連合の危機そして解体
UDCの執行部とCDCの代表アルトゥール・マスの独立のためのプロセスに対する考え方の違いが2015年6月14日のUDCの党員協議会で表面化した。そこでは、もしUDCが独立プロセスに関わり続けるのなら一定の条件が必要であるとされ、一方的な独立宣言は法的に違反するものではない、そして憲法制定プロセスを進めるべきであると述べられた。しかしCDC、ERC、そしてその他の機関が合意し署名した工程表はそれとは逆のものであった。UDCの党員たちは50.9%で党執行部の決定を支持した。その後UDCとCDCの執行部間で会談がもたれ、CDCはUDCに対して、独立工程表に加わるのか加わらないのかについて2、3日以内に決定を求める内容の最後通告を突き付けた。
6月17日水曜UDCの州政府閣僚委員会の後、同党より選出されていた3人のカタルーニャ自治政府閣僚が辞任、政権を離脱した。ただし任期中（2016年まで）は州議会（CDCとの）会派は維持するとした。同日夜CDCの全国執行委員会は緊急会合を開き、翌日記者会見でUDCとCDCは次期州議会選挙において共闘しての参加をしないことと、政党連合CiUプロジェクトが終わったことを発表した。

## 選挙結果

### スペイン下院議会選挙
| 選挙年                                                                   | 首相候補者             | 得票数    | 得票率 | 獲得議席/議席定数 | 順位 |
| ------------------------------------------------------------------------ | ---------------------- | --------- | ------ | ----------------- | ---- |
| 1979年                                                                   | ジョルディ・プジョル   | 483,353   | 2.69%  | 8 / 350           | 5    |
| 1982年                                                                   | ミケル・ロカ           | 772,726   | 3.67 % | 12 / 350          | 5    |
| 1986年                                                                   | ミケル・ロカ           | 1,014,258 | 5.02 % | 18 / 350          | 4    |
| 1989年                                                                   | ミケル・ロカ           | 1,032,243 | 5.04 % | 18 / 350          | 5    |
| 1993年                                                                   | ミケル・ロカ           | 1,165,783 | 4.94 % | 17 / 350          | 4    |
| 1996年                                                                   | ジュアキン・ムリンス   | 1,151,633 | 4.60 % | 16 / 350          | 4    |
| 2000年                                                                   | シャビエル・トリーアス | 970,421   | 4.19 % | 15 / 350          | 3 *  |
| 2004年                                                                   | ドゥラン・イ・リェイダ | 835,471   | 3.23 % | 10 / 350          | 3 *  |
| 2008年                                                                   | ドゥラン・イ・リェイダ | 774,317   | 3.05 % | 10 / 350          | 3 *  |
| 2011年                                                                   | ドゥラン・イ・リェイダ | 1,014,263 | 4.17 % | 16 / 350          | 3 *  |
| * 2000年、2004年、2008年、2011年選挙での議会第三党は議席数についてのみ。 |                        |           |        |                   |      |

### カタルーニャ自治州議会選挙
| 選挙年                                                                          | 州首相候補者         | 得票数    | 得票率  | 獲得議席/議席定数 | 順位 |
| ------------------------------------------------------------------------------- | -------------------- | --------- | ------- | ----------------- | ---- |
| 1980年                                                                          | ジョルディ・プジョル | 752,943   | 27.68%  | 43 / 135          | 1    |
| 1984年                                                                          | ジョルディ・プジョル | 1,346,729 | 46.80%  | 72 / 135          | 1    |
| 1988年                                                                          | ジョルディ・プジョル | 1,232,514 | 45.72 % | 69 / 135          | 1    |
| 1992年                                                                          | ジョルディ・プジョル | 1,221,233 | 46.19 % | 70 / 135          | 1    |
| 1995年                                                                          | ジョルディ・プジョル | 1,320,071 | 40.95 % | 60 / 135          | 1    |
| 1999年                                                                          | ジョルディ・プジョル | 1,178,420 | 37.70 % | 56 / 135          | 1 *  |
| 2003年                                                                          | アルトゥール・マス   | 1,024,425 | 30.94 % | 46 / 135          | 1 *  |
| 2006年                                                                          | アルトゥール・マス   | 928,212   | 31.52 % | 48 / 135          | 1    |
| 2010年                                                                          | アルトゥール・マス   | 1,198,010 | 38.47 % | 62 / 135          | 1    |
| 2012年                                                                          | アルトゥール・マス   |           |         | 50 / 135          | -12  |
| * 1999年、2003年の選挙では総得票数では第2位であったが、議席数では第一党となった |                      |           |         |                   |      |

### 自治体選挙
| 選挙年 | 得票数    | スペイン全体 | スペイン全体      | カタルーニャ州 | カタルーニャ州    | 代表                 |
| 選挙年 | 得票数    | 得票率       | 獲得議席/議席定数 | 得票率         | 獲得議席/議席定数 | 代表                 |
| ------ | --------- | ------------ | ----------------- | -------------- | ----------------- | -------------------- |
| 1979年 | 504,832   | 3.1 %        | 1,756 / 67,505    | 19.0 %         | 1,756 / 8,223     | ジョルディ・プジョル |
| 1983年 | 747,677   | 4.2 %        | 3,215 / 67,312    | 25.6 %         | 3,215 / 8,199     | ジョルディ・プジョル |
| 1987年 | 1,004,115 | 5.2 %        | 4,350 / 65,577    | 33.0 %         | 4,350 / 8,186     | ジョルディ・プジョル |
| 1991年 | 915,291   | 4.9 %        | 4,360 / 66,308    | 33.4 %         | 4,360 / 8,328     | ジョルディ・プジョル |
| 1995年 | 973,498   | 4.4 %        | 4,240 / 65,869    | 30.1 %         | 4,240 / 8,426     | ジョルディ・プジョル |
| 1999年 | 774,074   | 3.6 %        | 4,089 / 65,201    | 26.5 %         | 4,089 / 8,497     | ジョルディ・プジョル |
| 2003年 | 789,871   | 3.4 %        | 3,687 / 65,510    | 24.3 %         | 3,687 / 8,690     | ジョルディ・プジョル |
| 2007年 | 723,325   | 3.3 %        | 3,387 / 66,131    | 25.2 %         | 3,387 / 8,932     | アルトゥール・マス   |
| 2011年 | 778,551   | 3.5 %        | 3,865 / 68,230    | 27.1 %         | 3,865 / 9,132     | アルトゥール・マス   |
| 2015年 | 668,892   | 3.0 %        | 3,333 / 67,611    | 21.5 %         | 3,333 / 9,069     | アルトゥール・マス   |